# Блуме, Кристиан Альбрехт
Кристиан Альбрехт Блуме (дат. Christian Albrecht Bluhme; 27 декабря 1794, Копенгаген — 16 декабря 1866, там же) — датский юрист, консервативный политик и государственный деятель. Был вторым и одиннадцатым премьер-министром Дании.

## Биография
Родился в Копенгагене в 1794 году в семье морского офицера Ханса Эмилиуса Блуме и его жены, урождённой Topp из Хельсингёра. Учился в школе-интернате для мальчиков Herlufsholm, которую закончил в 1811 году с отличием по всем предметам. После второго экзамена Блуме начал изучать право, завершив и высшее юридическое образование в 1816 году. В 1820 году служил следователем во 2-м Ютландском полку, а через два года после того стал заседателем в Высшем суде, но этот пост покинул в 1824 году, чтобы перейти на службу к губернатору в датских колониях в Индии. После годичного пребывания в Индии вернулся в Данию. В 1831 году был назначен с титулом советника городским и районным приставом в Сторе-Хеддинге. 8 мая 1832 Блуме женился на Расмин Ванде, дочери полкового хирурга из Копенгагена.
В 1838 году Блуме был назначен префектом Ольборгской епархии, где показал значительные административные навыки, вызвав личный интерес короля Кристиана VIII. В 1843 году Блуме стал директором Коммерцколлегии, президентом которого стал в январе 1848 года. Уже в 1844 году Блуме был назначен в качестве чрезвычайного судьи в Верховный суд, и в 1847 году получил Большой крест Данеброг. Карьере Блуме помогала репутация одного из лучших умов в правительственных кругах. В политике он был ближе всего к так называемой «старой школе», занимая консервативные позиции.
В марте 1848 года Блуме стал министром торговли в преобразованном кабинете Адама Вильхельма Мольтке и в том же году, когда это министерство пало — получил управление зундскими таможенными делами. В 1848—1849 годах был членом Учредительного собрания, представляя в нём короля.
Несмотря на неприязнь либеральной партии, упрекавшей Блуме в беспринципности и реакционных поползновениях, в 1851 году король Фредерик VII назначил его министром иностранных дел и через год, 27 января 1852 года, главой кабинета. Правительство Блуме возглавлял больше года, пока 21 апреля 1853 года его не сменил Андерс Эрстед.
Портфель министра иностранных дел Блуме сохранил и в министерстве Эрстеда и во время Восточной войны высказался за безусловный нейтралитет Дании. Так как соблюдение этого нейтралитета в присутствии английского флота в Балтийском море потребовало больших затрат и правительство сделало эти затраты без одобрения сейма, то министерство вместе с Блуме было предано верховному суду, который, однако, оправдал их. В 1856—1857 годах Блуме председательствовал на конференциях по зундским таможенным делам, и благодаря его стараниям Дания получила вознаграждение в 35 миллионов имперских талеров, соответствовавших капитализированному ежегодному доходу с этой пошлины.
В 1864 году в тревожное для Дании время шлезвиг-гольштинских осложнений Блуме снова стал главой кабинета, сменив ушедшего Монрада и заключил Венский мирный договор. В следующем году его сменил Кристиан Эмиль, граф Краг-Юэль-Винд-Фрийс.
Похоронен на кладбище Хольменс в Эстербро (Копенгаген).